# Acanthaceae

Acanthaceae é uma família de plantas angiospérmicas (plantas com flor - divisão Magnoliophyta), pertencente à ordem Lamiales.
As plantas dessa família são das mais importantes entre as plantas ornamentais. Podem ser encontradas em vários ecossistemas pelo mundo, mas são mais comuns nas áreas de trópicos e regiões mais quentes.  A família Acanthaceae é formada principalmente por espécies perenes, arbustivas e ervas além de lianas e menos frequentemente árvores. Abrange cerca de 3500 espécies compreendidas em aproximadamente 200 gêneros, sendo Justicia L. o gênero mais numeroso, com aproximadamente 700 espécies distribuídas nas regiões tropicais e subtropicais.  No Brasil ocorrem 41 gêneros com 432 espécies.
Celetrada pelos gregos e romanos, a margem do Mediterrâneo a Acanthaceae foi usada como inspiração paisagística em capitéis, coríntios e compósitos, elementos arquitetônicos Grego-Romana, como o arquiteto e escultor Calimaco de Atenas usava como inspiração para decorar elementos arquitetônicos e narrada numa lenda por Vitrúvio, atribuia à acantácea o símbolo das provações da vida e morte, representadas pelos espinhos.

## Etimologia
Do Latim moderno Acanthaceae, Acanthus nome de um gênero de plantas; do grego akanthos (espinho), devido à presença de espinhos “macios”; e a terminação aceae.

## Descrição(Morfologia)
Apresentam tricomas simples, as folhas podem ser opostas ou alternadas, simples (inteiras ou lobadas), sem estípulas. A inflorescência é do tipo racemosa, ainda apresentam bractéolas ou brácteas muito desenvolvidas e exuberantes. As flores tem simetria zigomorfa, são bissexuais, com um cálice que tem quatro ou cinco sépalas unidas entre si e uma corola que é bilabiada. Possui quatro estames, sendo dois maiores e dois menores, mas eventualmente pode ter apenas dois estames. O ovário tem seus carpelos unidos entre si, apresentando normalmente placentação axilar, podendo conter apenas dois ou incontáveis óvulos para cada lóculo. Nectários presentes na base do ovário. Os frutos são do tipo cápsula loculicida e suas sementes são sempre achatadas.

## Distribuição Geográfica
Norte: (Acre, Amazonas, Amapá, Pará, Rondônia, Roraima, Tocantins);
Nordeste: (Alagoas, Bahia, Ceará, Maranhão, Paraíba, Pernambuco, Piauí, Rio Grande do Norte, Sergipe);
Centro-oeste: (Distrito Federal, Goiás, Mato Grosso do Sul, Mato Grosso);
Sudeste: (Espírito Santo, Minas Gerais, Rio de Janeiro, São Paulo);
Sul: (Paraná, Rio Grande do Sul, Santa Catarina). Tendo como domínios fitogeográficos a Amazônia, Caatinga, Cerrado, Mata Atlântica, Pampa, Pantanal.

## Adaptações (caracteres evolutivos)
A Acanthaceae é da divisão Magnoliophyta que apresenta o conjunto dos caracteres reprodutivos reunidos em estrutura exclusiva - a flor - cuja evolução é um dos principais fatores que determinaram o sucesso dessa divisão, pertence a classe Magnoliopsida (dicotyledoneae), que constitui o grupo basal, ou seja, aquele que origina os demais, revelando maior número de caracteres plesiomorfos (primitivos) e faz parte da subclasse Asteridae, onde estão reunidas as famílias com os caracteres mais avançados da divisão.
|                | Caracteres plesiomorfos(primitivos).                                                       | Caracteres apomorfos(avançados).                                                               |
| Plantas        | Tropicais,lenhosas,terrestres.                                                             | temperadas, trepadeiras, herbáceas, aquáticas, parasitas.                                      |
| Estípulas      | Presentes                                                                                  | Ausentes.                                                                                      |
| Folhas         | espiraladas, simples                                                                       | verticiladas, compostas.                                                                       |
| Flores         | Hermafroditas, solitárias, diclamídeas, actinomorfas, hipóginas, períginas, pétalas livres | unissexuais, inflorescências, aclamídeas, monoclamídeas, zigomorfas, epíginas, pétalas unidas. |
| Partes florais | espiraladamente imbricada.s                                                                | verticiladas.                                                                                  |
| Perianto       | Indiferenciado.                                                                            | diferenciado em cálice e corola.                                                               |
| Carpelos       | muitos e livres.                                                                           | poucos e unidos.                                                                               |
| Estames        | muitos, livrese e laminares.                                                               | poucos, unidos,diferenciados em antera, filete e conectivo.                                    |
| Placentação    | Laminar.                                                                                   | marginal com um carpelo basal, axilar, parietal.                                               |
| Pólen          | Monoaperturado.                                                                            | tri ou poliaperturado.                                                                         |

## Reprodução
A polinização é predominantemente entomófila, ocorrendo com o auxílio de pássaros, vespas, mariposas, borboletas e abelhas.

## Importância Econômica
Fica por conta das espécies com alto valor ornamental, mas também possui uma árvore de manguezal com grande importância ecológica para o ecossistema à que pertence, a espécie Avicennia schaueriana.

## Conservação
A família Acanthaceae se encontra na lista de espécies da flora brasileira ameaçada de extinção, com alto risco de desaparecimento na natureza em futuro próximo, assim reconhecida pelo Ministério do Meio Ambiente. Juntamente com as outras famílias listadas ameaçadas de extinção, as espécies estão sujeitas às restrições previstas na legislação em vigor e sua coleta, para quaisquer fins, será efetuada apenas mediante autorização do órgão ambiental competente.

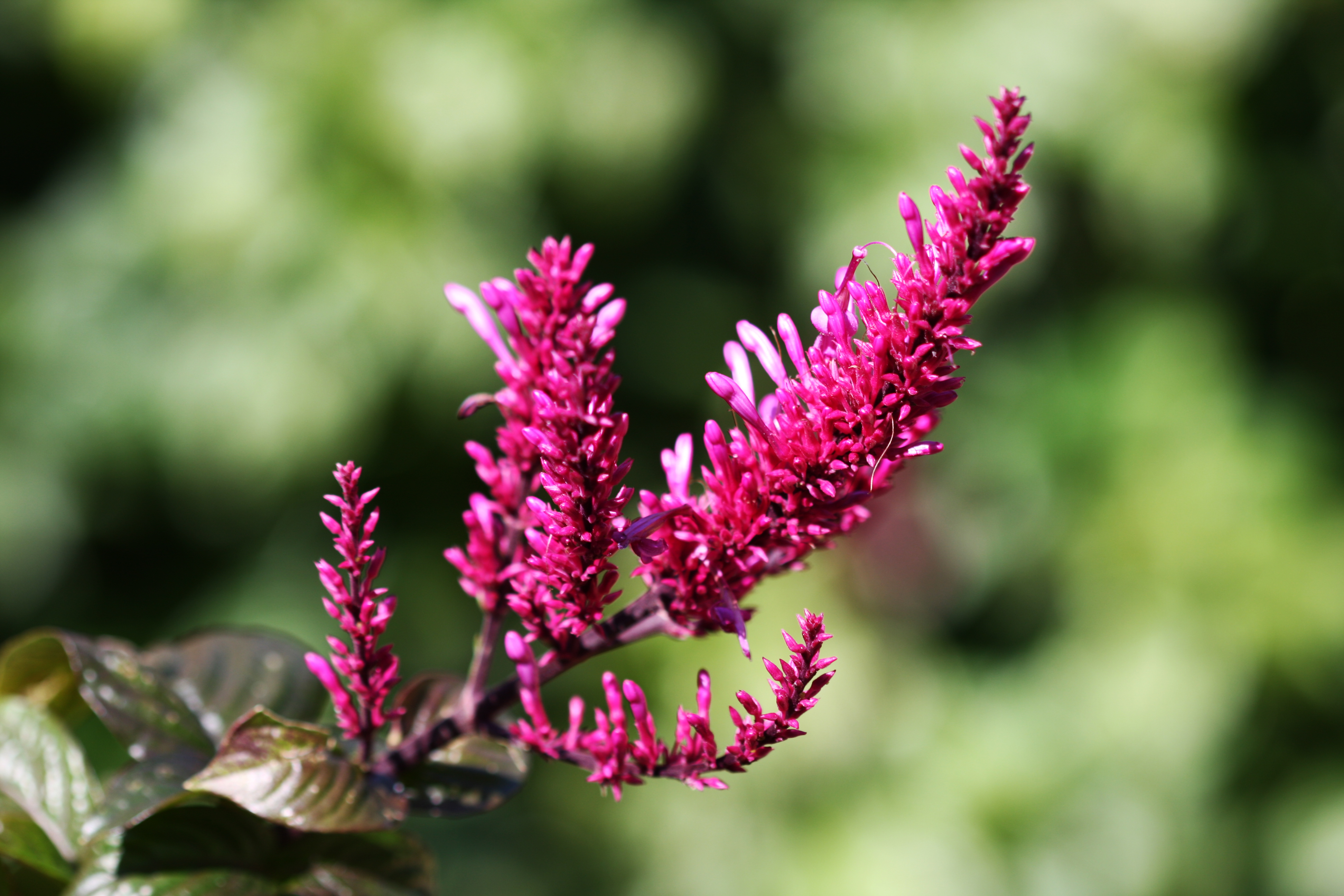
Flor de Acanthaceae.

## Potencial Ornamental
Apresenta significativa importância para o paisagismo devido ao grande número de plantas cultivadas como ornamentais

## Gêneros
A família Acanthaceae possui 242 gêneros reconhecidos atualmente.
- Acanthopale
- Acanthopsis
- Acanthura
- Acanthus
- Achyrocalyx
- Adhatoda
- Afrofittonia
- Ambongia
- Ancistranthus
- Ancistrostylis
- Andrographis
- Angkalanthus
- Anisacanthus
- Anisosepalum
- Anisostachya
- Anisotes
- Anomacanthus
- Apassalus
- Aphanosperma
- Aphelandra
- Aphelandrella
- Ascotheca
- Asystasia
- Asystasiella
- Avicennia
- Ballochia
- Barleria
- Barleriola
- Beloperone
- Benoicanthus
- Blechum
- Blepharis
- Borneacanthus
- Boutonia
- Brachystephanus
- Bravaisia
- Brillantaisia
- Brunoniella
- Calacanthus
- Calycacanthus
- Camarotea
- Carlowrightia
- Celerina
- Centrilla
- Cephalacanthus
- Chaetacanthus
- Chalarothyrsus
- Chamaeranthemum
- Chileranthemum
- Chlamydacanthus
- Chlamydocardia
- Chlamydostachya
- Chorisochora
- Chroesthes
- Clarkeasia
- Clinacanthus
- Clistax
- Codonacanthus
- Conocalyx
- Cosmianthemum
- Crabbea
- Crossandra
- Crossandrella
- Cuenotia
- Cyclacanthus
- Cynarospermum
- Cyphacanthus
- Cystacanthus
- Danguya
- Dasytropis
- Dianthera
- Dichazothece
- Dicladanthera
- Dicliptera
- Dipteracanthus
- Dischistocalyx
- Dolichostachys
- Duosperma
- Dyschoriste
- Ecbolium
- Echinacanthus
- Elytraria
- Encephalosphaera
- Epiclastopelma
- Eranthemum
- Eremomastax
- Eusiphon
- Filetia
- Fittonia
- Forcipella
- Geissomeria
- Glossochilus
- Graphandra
- Graptophyllum
- Gymnophragma
- Gymnostachyum
- Gynocraterium
- Gypsacanthus
- Habracanthus
- Hansteinia
- Harpochilus
- Haselhoffia
- Hemiadelphis
- Hemigraphis
- Henrya
- Herpetacanthus
- Heteradelphia
- Himantochilus
- Holographis
- Hoverdenia
- Hygrophila
- Hymenochlaena
- Hypoestes
- Ionacanthus
- Isoglossa
- Isotheca
- Ixtlania
- Jacobinia
- Jadunia
- Justicia
- Kalbreyeriella
- Kosmosiphon
- Kudoacanthus
- Lankesteria
- Lasiocladus
- Leandriella
- Lepidagathis
- Leptostachya
- Liberatia
- Lissospermum
- Listrobanthes
- Lophostachys
- Louteridium
- Lychniothyrsus
- Mackaya
- Mananthes
- Megalochlamys
- Megalostoma
- Megaskepasma
- Melittacanthus
- Mellera
- Mendoncia
- Metarungia
- Mexacanthus
- Microstrobilus
- Mimulopsis
- Mirandea
- Monechma
- Monothecium
- Nelsonia
- Neriacanthus
- Neuracanthus
- Nilgirianthus
- Nothoruellia
- Odontonema
- Ophiorrhiziphyllon
- Oplonia
- Orophochilus
- Pachystachys
- Pachystrobilus
- Paragutzlaffia
- Pararuellia
- Parastrobilanthes
- Pericalypta
- Periestes
- Peristrophe
- Petalidium
- Phaulopsis
- Phlogacanthus
- Physacanthus
- Pleocaulus
- Podorungia
- Poikilacanthus
- Polylychnis
- Populina
- Pranceacanthus
- Psacadopaepale
- Pseuderanthemum
- Pseudocalyx
- Pseudodicliptera
- Pseudoruellia
- Pseudostenosiphonium
- Psilanthele
- Pteracanthus
- Pteroptychia
- Ptyssiglottis
- Pulchranthus
- Pupilla
- Razisea
- Rhacodiscus
- Rhinacanthus
- Rhytiglossa
- Ritonia
- Ruellia
- Ruelliopsis
- Rungia
- Ruspolia
- Ruttya
- Saintpauliopsis
- Sanchezia
- Sarojusticia
- Sarotheca
- Satanocrater
- Schaueria
- Sclerochiton
- Semnothyrsus
- Sericocalyx
- Sericographis
- Siphonoglossa
- Spathacanthus
- Sphacanthus
- Staurogyne
- Staurogynopsis
- Stenandriopsis
- Stenandrium
- Stenostephanus
- Streblacanthus
- Streptosiphon
- Strobilanthes
- Strobilanthopsis
- Suessenguthia
- Symplectochilus
- Synnema
- Taeniandra
- Teliostachya
- Tessmanniacanthus
- Tetraglochidium
- Tetramerium
- Thelepaepale
- Thunbergia
- Thyrsacanthus
- Trichanthera
- Trichaulax
- Trichosanchezia
- Vavara
- Vindasia
- Whitfieldia
- Xantheranthemum
- Xanthostachya
- Xenacanthus
- Yeatesia
- Zygoruellia